# ميانسيرين
ميانسيرين (Mianserin) هو عقار نفساني التأثير من فصيلة مضادات الاكتئاب رباعية الحلقات. يصنف العقار على أنه مضاد اكتئاب نورأدريني وسيروتونيني المفعول النوعي (NaSSA) وله آثار وذلك مضاد قلق وكمنوّم وكمضاد قيء وكمشهٍّ وكمضاد للهستامين.
يسوّق تجارياً تحت أسماء تجارية مختلفة حسب البلدان مثل Lumin في أستراليا وNorval في المملكة المتحدة، لكنه غير مصرح به الولايات المتحدة الأمريكية، ولكن قرينه Mirtazapine مسموح به هناك.

## الاستخدام الطبي
جرب استخدام ميانسيرين في علاج حالات اكتئاب مستعصية، حيث أبدى بعض النجاح في ذلك.
استخدم ميانسيرين كدواء مرافق في علاج مرض الفصام، ووجد أنه يخفف من الآثار السلبية لذلك المرض.
كما أبدى ميانسيرين نجاعة في علاج ذهان مرض باركنسون في بعض التجارب السريرية.